# Finlandia na Zimowych Igrzyskach Olimpijskich 1976
Finlandię na Zimowych Igrzyskach Olimpijskich 1976 reprezentowało 47 zawodników: 38 mężczyzn i dziewięć kobiet. Był to dwunasty start reprezentacji Finlandii na zimowych igrzyskach olimpijskich.

## Zdobyte medale
| Medal  | Zawodnik                                                             | Dyscyplina        | Konkurencja                  | Rezultat     |
| ------ | -------------------------------------------------------------------- | ----------------- | ---------------------------- | ------------ |
| Złoto  | Matti Pitkänen, Juha Mieto, Pertti Teurajärvi, Arto Koivisto         | Biegi narciarskie | Sztafeta 4 × 10 km mężczyzn  | 2:07:59,72 h |
| Złoto  | Helena Takalo                                                        | Biegi narciarskie | Bieg na 5 km kobiet          | 15:48,69 min |
| Srebro | Heikki Ikola                                                         | Biathlon          | Bieg na 20 km indywidualnie  | 1:15:54,10 h |
| Srebro | Henrik Flöjt, Esko Saira, Juhani Suutarinen, Heikki Ikola            | Biathlon          | Sztafeta 4 × 7,5 km mężczyzn | 2:01:45,58 h |
| Srebro | Helena Takalo                                                        | Biegi narciarskie | Bieg na 10 km kobiet         | 30:14,28 min |
| Srebro | Liisa Suihkonen, Marjatta Kajosmaa, Hilkka Riihivuori, Helena Takalo | Biegi narciarskie | Sztafeta 4 × 5 km kobiet     | 1:08:36,57 h |
| Brąz   | Arto Koivisto                                                        | Biegi narciarskie | Bieg na 15 km mężczyzn       | 44:19,25 min |

## Skład kadry

### Biathlon
Mężczyźni
| Zawodnik                                               | Konkurencja         | czas biegu | Kary | Łączny czas | Pozycja |
| ------------------------------------------------------ | ------------------- | ---------- | ---- | ----------- | ------- |
| Heikki Ikola                                           | Bieg na 20 km       | 1:13:54,10 | 2:00 | 1:15:54,10  | srebro  |
| Esko Saira                                             | Bieg na 20 km       | 1:15:32,84 | 2:00 | 1:17:32,84  | 6.      |
| Juhani Suutarinen                                      | Bieg na 20 km       | 1:17:25,89 | 2:00 | 1:19:25,89  | 13.     |
| Henrik Flöjt Esko Saira Juhani Suutarinen Heikki Ikola | Sztafeta 4 × 7,5 km | 2:01:45,58 | 2    | 2:01:45,58  | srebro  |

### Biegi narciarskie
Mężczyźni
| Zawodnik                                                  | Konkurencja        | czas       | Pozycja |
| --------------------------------------------------------- | ------------------ | ---------- | ------- |
| Arto Koivisto                                             | Bieg na 15 km      | 44:19,25   | brąz    |
| Juha Mieto                                                | Bieg na 15 km      | 45:46,27   | 10.     |
| Pertti Teurajärvi                                         | Bieg na 15 km      | 46:04,84   | 14.     |
| Risto Kiiskinen                                           | Bieg na 15 km      | 47:21,06   | 32.     |
| Juha Mieto                                                | Bieg na 30 km      | 1:31:20,39 | 4.      |
| Arto Koivisto                                             | Bieg na 30 km      | 1:32:23,11 | 8.      |
| Matti Pitkänen                                            | Bieg na 30 km      | 1:33:44,74 | 13.     |
| Juhani Repo                                               | Bieg na 30 km      | 1:35:31,06 | 22.     |
| Juhani Repo                                               | Bieg na 50 km      | 2:42:54,89 | 9.      |
| Arto Koivisto                                             | Bieg na 50 km      | 2:43:44,79 | 10.     |
| Pertti Teurajärvi                                         | Bieg na 50 km      | 2:47:25,60 | 27.     |
| Juha Mieto                                                | Bieg na 50 km      | 2:50:03,61 | 34.     |
| Matti Pitkänen Juha Mieto Pertti Teurajärvi Arto Koivisto | Sztafeta 4 × 10 km | 2:07:59,72 | złoto   |

Kobiety
| Zawodnik                                                          | Konkurencja       | czas       | Pozycja |
| ----------------------------------------------------------------- | ----------------- | ---------- | ------- |
| Helena Takalo                                                     | Bieg na 5 km      | 15:48,69   | złoto   |
| Hilkka Kuntola                                                    | Bieg na 5 km      | 16:17,74   | 4.      |
| Marjatta Kajosmaa                                                 | Bieg na 5 km      | 16:36,25   | 9.      |
| Taina Impiö                                                       | Bieg na 5 km      | 17:03,30   | 19.     |
| Helena Takalo                                                     | Bieg na 10 km     | 30:14,28   | srebro  |
| Hilkka Riihivuori-Kuntola                                         | Bieg na 10 km     | 31:29,39   | 9.      |
| Marjatta Kajosmaa                                                 | Bieg na 10 km     | 31:35,50   | 11.     |
| Marja-Liisa Hämäläinen                                            | Bieg na 10 km     | 32:37,72   | 22.     |
| Liisa Suihkonen Marjatta Kajosmaa Hilkka Riihivuori Helena Takalo | Sztafeta 4 × 5 km | 1:08:36,57 | srebro  |

### Hokej na lodzie
Reprezentacja mężczyzn
| - Matti Hagman - Reijo Laksola - Antti Leppänen - Henry Leppä - Seppo Lindström - Pekka Marjamäki - Matti Murto - Timo Nummelin - Esa Peltonen |  | - Esa Peltonen - Timo Saari - Jorma Vehmanen - Urpo Ylönen - Hannu Haapalainen - Seppo Ahokainen - Tapio Koskinen - Pertti Koivulahti - Hannu Kapanen - Matti Rautiainen |

Reprezentacja Finlandii w rundzie kwalifikacyjnej pokonała zespół Japonii 11:2 i tym samym wzięła udział w rozgrywkach grupy A turnieju olimpijskiego, w której zajęła

#### Runda kwalifikacyjna
| 4 lutego 1976 | Finlandia | 11:2 | Japonia |  |

|  |  |  |  |  |

### Grupa A
| Drużyna           | M | Mecze | Mecze | Mecze | Bramki | Bramki | Bramki | Pkt | Uwagi |
| Drużyna           | M | W     | R     | P     | +      | –      | +/-    | Pkt | Uwagi |
| ----------------- | - | ----- | ----- | ----- | ------ | ------ | ------ | --- | ----- |
| ZSRR              | 5 | 5     | 0     | 0     | 40     | 11     | +29    | 10  |       |
| Czechosłowacja    | 5 | 3     | 0     | 1     | 17     | 10     | +7     | 6   |       |
| RFN               | 5 | 2     | 0     | 3     | 21     | 24     | -3     | 4   |       |
| Finlandia         | 5 | 2     | 0     | 3     | 19     | 18     | +1     | 4   |       |
| Stany Zjednoczone | 5 | 2     | 0     | 3     | 15     | 21     | -6     | 4   |       |
| Polska            | 5 | 0     | 0     | 4     | 9      | 37     | -28    | 0   |       |

Wyniki
| 6 lutego 1976 | Czechosłowacja | 2:1 | Finlandia |  |

|  |  |  |  |  |

| 8 lutego 1976 | Finlandia | 5:3 | RFN |  |

|  |  |  |  |  |

| 10 lutego 1976 | Stany Zjednoczone | 5:4 | Finlandia |  |

|  |  |  |  |  |

| 12 lutego 1976 | ZSRR | 7:2 | Finlandia |  |

|  |  |  |  |  |

| 14 lutego 1976 | Finlandia | 7:1 | Polska |  |

|  |  | (4:1, 1:1, 2:0) |

### Kombinacja norweska
Mężczyźni
| Zawodnik         | Konkurencja   | Bieg narciarski | Bieg narciarski | Bieg narciarski | Skoki narciarskie | Skoki narciarskie | Skoki narciarskie | Skoki narciarskie | Skoki narciarskie | Skoki narciarskie | Skoki narciarskie | Skoki narciarskie | Łącznie | Pozycja |
| Zawodnik         | Konkurencja   | Czas biegu      | Pozycja         | Punkty          | Skok 1            | Nota              | Skok 2            | Nota              | Skok 3            | Nota              | Punkty            | Pozycja           | Łącznie | Pozycja |
| ---------------- | ------------- | --------------- | --------------- | --------------- | ----------------- | ----------------- | ----------------- | ----------------- | ----------------- | ----------------- | ----------------- | ----------------- | ------- | ------- |
| Rauno Miettinen  | Indywidualnie | 51:12,21        | 19.             | 191,40          | 75,0              | 109,3             | 78,5              | 110,6             | 74,5              | 101,4             | 219,9             | 2.                | 411,30  | 4.      |
| Erkki Kilpinen   | Indywidualnie | 50:20,46        | 11.             | 199,16          | 72,0              | 70,5              | 74,0              | 100,9             | 75,0              | 102,2             | 203,1             | 8.                | 402,26  | 10.     |
| Jukka Kuvaja     | Indywidualnie | 50:03,26        | 9.              | 201,74          | 71,0              | 98,9              | 68,0              | 87,8              | 74,5              | 98,4              | 197,3             | 13.               | 399,04  | 11.     |
| Jorma Etelälahti | Indywidualnie | 52:05,85        | 23.             | 183,35          | 69,0              | 92,7              | 63,0              | 74,3              | 72,0              | 92,4              | 185,1             | 24.               | 368,45  | 24.     |

### Łyżwiarstwo figurowe
| Zawodnik       | Konkurencja | Nota   | Pozycja |
| -------------- | ----------- | ------ | ------- |
| Pekka Leskinen | Soliści     | 166,98 | 13.     |

### Łyżwiarstwo szybkie
Mężczyźni
| Zawodnik        | Konkurencja   | Konkurencja   | Konkurencja    | Konkurencja    | Konkurencja    | Konkurencja    | Konkurencja    | Konkurencja    | Konkurencja      | Konkurencja      |
| Zawodnik        | Bieg na 500 m | Bieg na 500 m | Bieg na 1000 m | Bieg na 1000 m | Bieg na 1500 m | Bieg na 1500 m | Bieg na 5000 m | Bieg na 5000 m | Bieg na 10 000 m | Bieg na 10 000 m |
| Zawodnik        | Czas          | Miejsce       | Czas           | Miejsce        | Czas           | Miejsce        | Czas           | Miejsce        | Czas             | Miejsce          |
| --------------- | ------------- | ------------- | -------------- | -------------- | -------------- | -------------- | -------------- | -------------- | ---------------- | ---------------- |
| Pertti Niittylä | 40,65         | 15.           | 1:21,43        | 8.             |                |                |                |                |                  |                  |
| Olavi Köppä     |               |               |                |                | 2:03,69        | 10.            | 7:59,52        | 20.            | 15:39,73         | 9.               |

Kobiety
| Zawodnik             | Konkurencja   | Konkurencja   | Konkurencja    | Konkurencja    | Konkurencja    | Konkurencja    | Konkurencja    | Konkurencja    |
| Zawodnik             | Bieg na 500 m | Bieg na 500 m | Bieg na 1000 m | Bieg na 1000 m | Bieg na 1500 m | Bieg na 1500 m | Bieg na 3000 m | Bieg na 3000 m |
| Zawodnik             | Czas          | Miejsce       | Czas           | Miejsce        | Czas           | Miejsce        | Czas           | Miejsce        |
| -------------------- | ------------- | ------------- | -------------- | -------------- | -------------- | -------------- | -------------- | -------------- |
| Tuula Vilkas         |               |               | 1:32,94        | 17.            | 2:24,55        | 20.            | 4:51,71        | 12.            |
| Paula-Irmeli Halonen | 43,99         | 8.            | 1:31,72        | 13.            |                |                | 5:03,08        | 22.            |

### Narciarstwo alpejskie
Kobiety
| Zawodniczka    | Konkurencja | Konkurencja | Konkurencja   | Konkurencja   | Konkurencja       | Konkurencja       | Konkurencja      | Konkurencja      |
| Zawodniczka    | Zjazd       | Zjazd       | Slalom gigant | Slalom gigant | Slalom specjalny  | Slalom specjalny  | Slalom specjalny | Slalom specjalny |
| Zawodniczka    | Czas        | Pozycja     | Czas          | Pozycja       | Czas 1. przejazdu | Czas 2. przejazdu | Czas łączny      | Pozycja          |
| -------------- | ----------- | ----------- | ------------- | ------------- | ----------------- | ----------------- | ---------------- | ---------------- |
| Riitta Ollikka | 1:53,85     | 30.         | 1:40,15       | 34.           | 54,23             | 51,39             | 1:45,62          | 17.              |

### Skoki narciarskie
Mężczyźni
| Konkurencja            | Skoczek         | Skok 1    | Skok 1 | Skok 2    | Skok 2 | Nota  | Pozycja |
| Konkurencja            | Skoczek         | odległość | Nota   | odległość | Nota   | Nota  | Pozycja |
| ---------------------- | --------------- | --------- | ------ | --------- | ------ | ----- | ------- |
| Skocznia normalna K-84 | Esko Rautionaho | 79,5      | 116,5  | 78,0      | 113,1  | 229,6 | 11.     |
| Skocznia normalna K-84 | Jouko Törmänen  | 78,5      | 112,4  | 78,0      | 112,6  | 225,0 | 14.     |
| Skocznia normalna K-84 | Harri Blumén    | 75,5      | 105,6  | 75,0      | 104,8  | 210,4 | 29.     |
| Skocznia duża K-104    | Jouko Törmänen  | 91,0      | 105,4  | 87,5      | 99,5   | 204,9 | 10.     |
| Skocznia duża K-104    | Esko Rautionaho | 90,0      | 103,5  | 84,5      | 94,3   | 197,8 | 12.     |
| Skocznia duża K-104    | Rauno Miettinen | 85,5      | 96,2   | 83,0      | 89,2   | 185,4 | 21.     |
| Skocznia duża K-104    | Harri Blumén    | 81,0      | 84,4   | 77,0      | 76,3   | 160,7 | 41.     |